# Bouafle
Bouafle là một xã thuộc tỉnh Yvelines, trong vùng Île-de-France, Pháp, située à 17 kilomètres về phía đông của Mantes-la-Jolie.
Người dân ở đây trong tiếng Pháp gọi là Bouaflais.
Các xã giáp ranh là: Flins-sur-Seine về phía tây, Mureaux về phía bắc, Ecquevilly về phía đông và Bazemont về phía nam.

## Biến động dân số
| 1793  | 1800  | 1806  | 1821  | 1831  | 1836  | 1841  | 1846  | 1851  |
| ----- | ----- | ----- | ----- | ----- | ----- | ----- | ----- | ----- |
| 1 150 | 1 019 | 1 030 | 1 098 | 1 092 | 1 096 | 1 126 | 1 052 | 1 032 |

| 1856 | 1861 | 1866 | 1872 | 1876 | 1881 | 1886 | 1891 | 1896 |
| ---- | ---- | ---- | ---- | ---- | ---- | ---- | ---- | ---- |
| 990  | 942  | 872  | 829  | 830  | 819  | 834  | 783  | 780  |

| 1901 | 1906 | 1911 | 1921 | 1926 | 1931 | 1936 | 1946 | 1954 |
| ---- | ---- | ---- | ---- | ---- | ---- | ---- | ---- | ---- |
| 757  | 746  | 743  | 707  | 722  | 696  | 697  | 735  | 842  |

| 1962                                         | 1968  | 1975  | 1982  | 1990  | 1999  | - | - | - |
| -------------------------------------------- | ----- | ----- | ----- | ----- | ----- | - | - | - |
| 1 340                                        | 1 731 | 2 104 | 2 094 | 2 013 | 2 016 | - | - | - |
| Số liệu kể từ 1962 : dân số không tính trùng |       |       |       |       |       |   |   |   |

## Hành chính
| Danh sách các thị trưởng               |           |                |      |         |
| Giai đoạn                              | Giai đoạn | Tên            | Đảng | Tư cách |
| 1989                                   | 2004      | Daniel Bertola |      |         |
| 2004                                   | 2008      | Jean Dumontel  |      |         |
| 2008                                   | 2014      | Philippe Simon |      |         |
| Tất cả các dữ liệu trước đây không rõ. |           |                |      |         |